# Quartinia flava
Quartinia flava är en stekelart som beskrevs av Richards 1962. Quartinia flava ingår i släktet Quartinia och familjen Masaridae. Inga underarter finns listade i Catalogue of Life.